# Denis Peisker
Denis Peisker (geboren am 13. August 1977 in Jena) ist ein deutscher Politiker (Bündnis 90/Die Grünen). Von 2017 bis 2020 war er Vorsitzender von Bündnis 90/Die Grünen Thüringen.
Dennis Peisker wurde 1977 in Jena geboren und wuchs in Eisenberg im Saale-Holzland Kreis auf. 1997 kehrte er zum Studium nach Jena zurück und lebt seitdem mit seiner Familie dort. Peisker studierte an der Fachhochschule Jena Umwelttechnik. Ab 2003 war er als wissenschaftlicher Mitarbeiter bei der Thüringer Landesanstalt für Landwirtschaft (Referat Nachwachsende Rohstoffe) und von 2008 bis 2012 leitete er die Bioenergieberatung Thüringen (BIOBETH heute Teil der Thüringer Energieagentur, ThEGA). Von 2013 bis 2019 war er Dezernent für Stadtentwicklung & Umwelt der Stadt Jena. 2019 wurde Peisker Geschäftsführer der Stiftung Naturschutz Thüringen, die sich u. a. um den Abschnitt des Grünen Bandes in Thüringen kümmert.

## Politik
Nach eigenen Angaben war das Ende der Rot-Grünen Bundesregierung auf Bundesebene 2005 Anlass für ihn, Mitglied von Bündnis 90/Die Grünen zu werden. Peisker war im Jenaer Kreisvorstand aktiv und wurde 2009 in den Jenaer Stadtrat gewählt. Von 2010 bis 2012 war er gleichzeitig Fraktionsvorsitzender und ehrenamtlicher Beigeordneter für die Themengebiete Energie & Nachhaltigkeit. 2012 wählte ihn der Jenaer Stadtrat zum Dezernenten für Stadtentwicklung & Umwelt.
Peisker war von 2017 bis 2020 zusammen mit Stephanie Erben Sprecher des Landesverbandes von Bündnis 90/Die Grünen in Thüringen.